# Sint-Laurentiuskerk (Gellik)

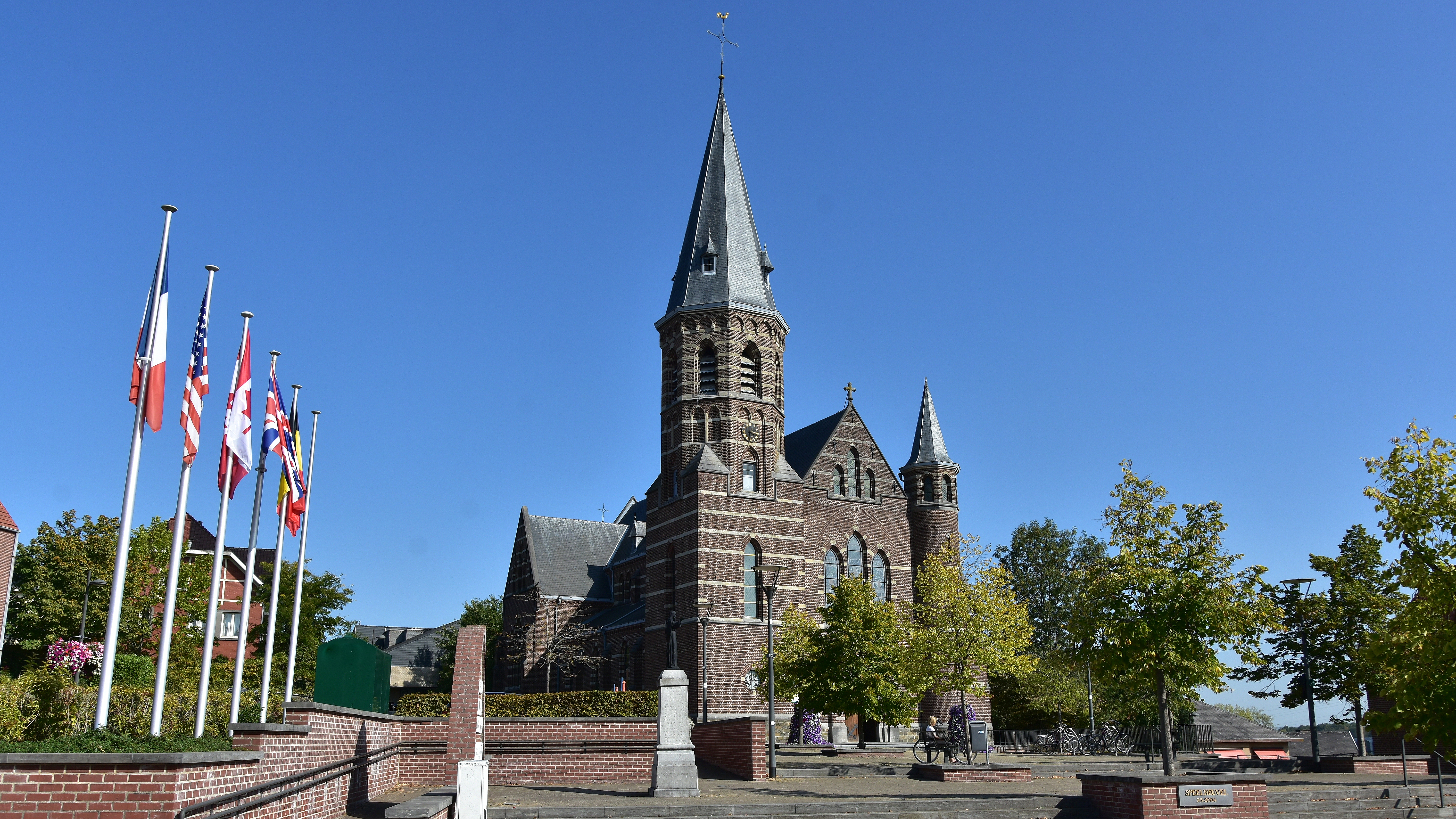
Sint-Laurentiuskerk

De Sint-Laurentiuskerk is de parochiekerk van Gellik, gelegen aan de Kerkstraat en is toegewijd aan Laurentius.

## Geschiedenis
De Sint-Laurentiusparochie is al oud, en ze werd vermoedelijk gesticht door de Abdij van Munsterbilzen. De oorspronkelijke kerk had een mergelstenen toren van drie geledingen, die een vermoedelijk romaanse onderbouw had, en waarvan de overige delen uit de 13e en 14e eeuw stamden. In 1456 was sprake van herstelwerkzaamheden. In 1791 stortte het oude schip in, waarna een bakstenen zaalkerk werd gebouwd.
De kerk werd tijdens de Eerste Wereldoorlog verwoest, waarna van 1913-1915 een nieuwe kerk op dezelfde plaats werd gebouwd. Architecten waren Hyacinth Martens en Vincent Lenerz.
Aldus ontstond een neogotische bakstenen basiliek geflankeerd door een forse toren en een bescheidener, rond traptorentje. De toren heeft vier geledingen, waarvan de onderste vierkant en de bovenste achthoekig zijn.

## Meubilair
Het meubilair omvat, naast diverse 19e-eeuwse kunstwerken, een eiken preekstoel uit 1682, een gepolychromeerd triomfkruis, waarschijnlijk uit de 17e eeuw. Ook is er een 17e-eeuws schilderij van Sint-Servatius, oorspronkelijk een altaarstuk in de oude kerk. Dan is er een schilderij dat Johannes de Evangelist voorstelt, eveneens uit de 17e eeuw.

## Galerij

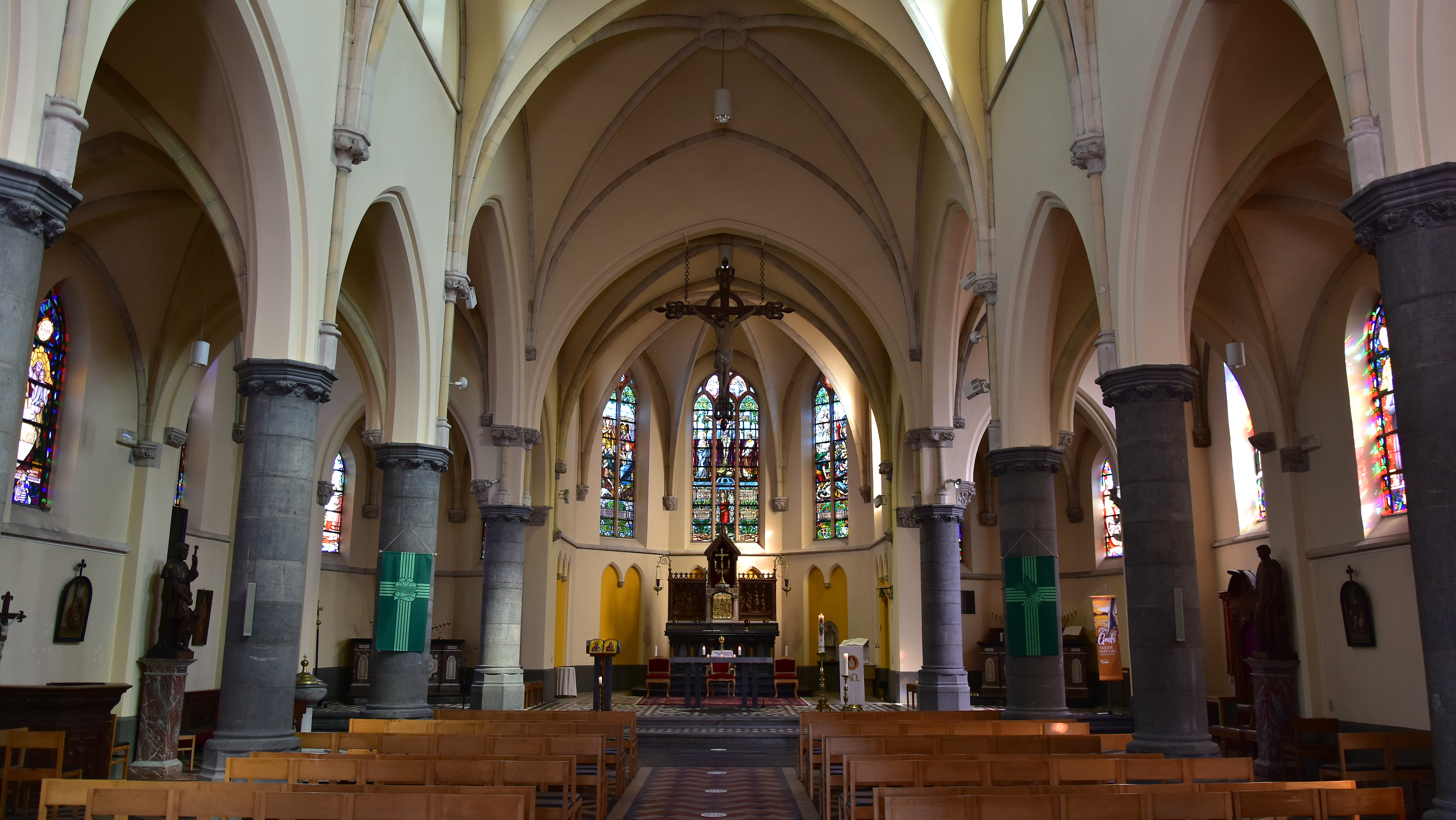
Het kerkschip
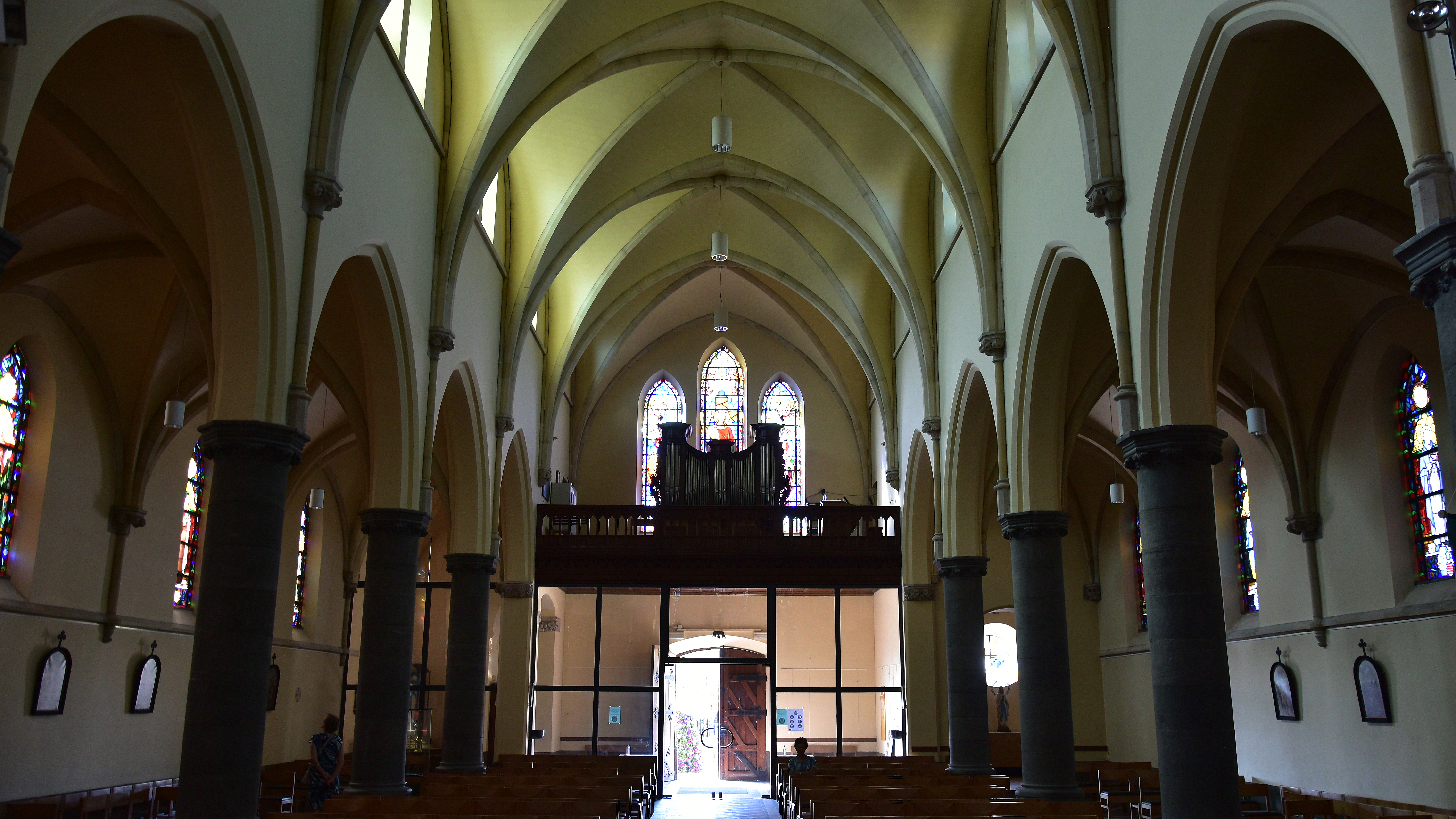
Achterzijde kerkschip
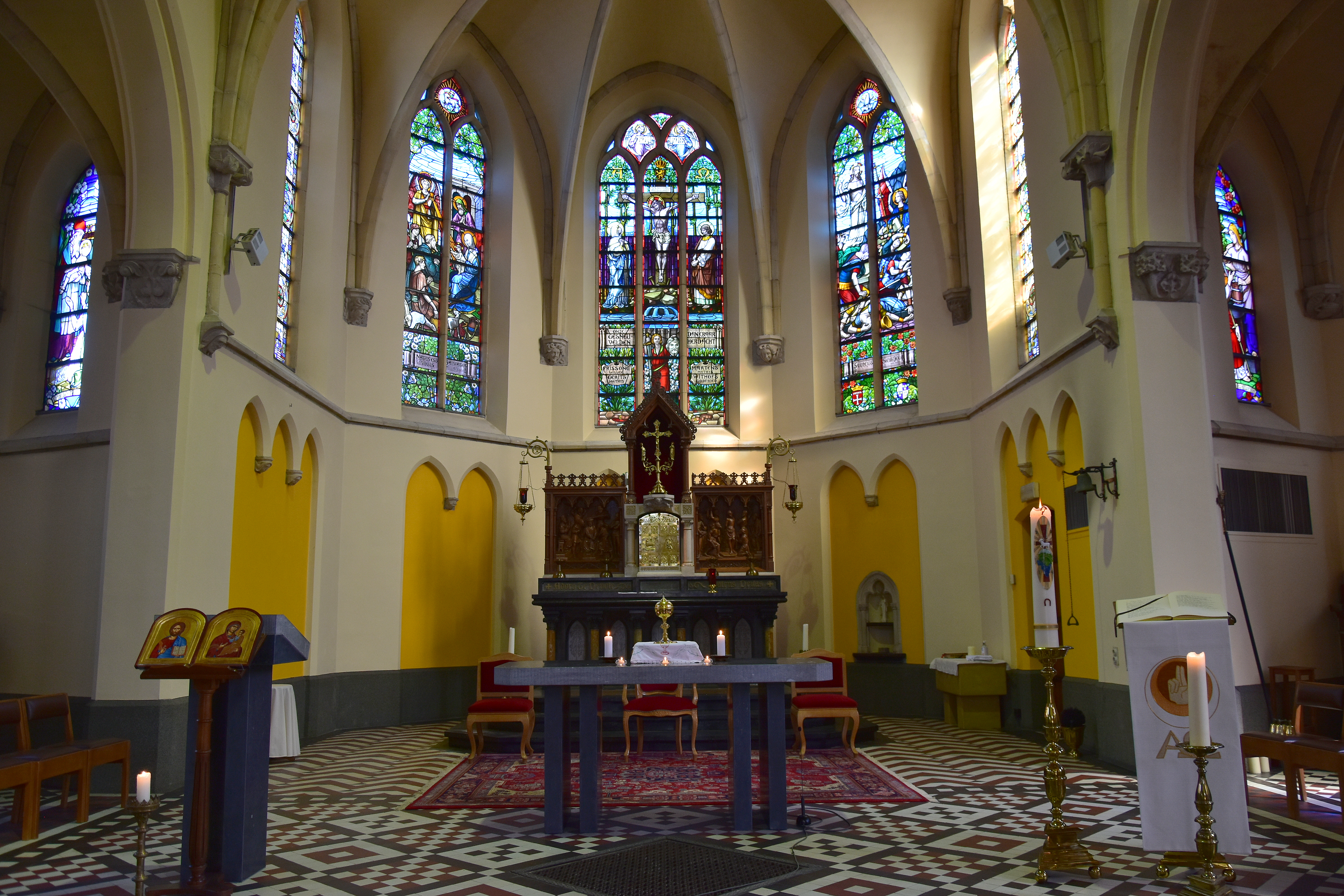
Het priesterkoor